# Колосовська Ганна Федорівна
Ганна Федорівна Колосовська (1923, село Хотилюб (Хотилоб), тепер Підкарпатського воєводства Польща — ?, місто Дрогобич) — українська радянська діячка, 1-й секретар Дрогобицького обласного комітету ЛКСМУ, директор Дрогобицького кооперативного професійно-технічного училища. Депутат Дрогобицької обласної ради депутатів трудящих.

## Біографія
Народилася в бідній селянській родині. З тринадцятирічного віку наймитувала у поміщиків та заможних селян, була найманою хатньою робітницею у Львові.
З 1940 по 1941 рік навчалася у Львівській торговельно-кооперативній школі.
З червня 1941 року — в Червоній армії, учасниця німецько-радянської війни. Служила молодшою медичною сестрою та комсомольським організатором 202-го військово-санітарного поїзду місцевого евакуаційного пункту № 110 Південно-Західного і Білоруських фронтів.
Член ВКП(б) з 1944 року.
У 1946—1948 роках — 1-й секретар Дрогобицького районного комітету комсомолу (ЛКСМУ).
У 1948—1950 роках — слухач Московської центральної школи при ЦК ВЛКСМ.
У вересні 1950 — 17 січня 1954 року — 1-й секретар Дрогобицького обласного комітету ЛКСМУ.
З 1954 по 1959 рік — завідувач сектора агітації Дрогобицького обласного комітету КПУ.
З 1959 року — інструктор Дрогобицького міського комітету КПУ.
У 1964—1969 роках — завідувач ідеологічного відділу Дрогобицького міського комітету КПУ Львівської області; завідувач відділу пропаганди і агітації Дрогобицького міського комітету КПУ Львівської області.
У 1969 — після 1985 року — директор Дрогобицького кооперативного професійно-технічного училища.
Потім — персональна пенсіонерка в місті Дрогобичі. 

## Звання
- сержант медичної служби

## Нагороди
- орден Вітчизняної війни ІІ ступеня (6.04.1985)
- медаль «За бойові заслуги» (26.10.1945)
- медаль «За перемогу над Німеччиною у Великій Вітчизняній війні 1941—1945 рр.» (1945)
- медалі